# Stony Stratford
Stony Stratford – miasto w Anglii, w hrabstwie ceremonialnym Buckinghamshire, w dystrykcie (unitary authority) Milton Keynes. Leży 79 km na północny zachód od centrum Londynu.
Od końca XIII w. do połowy XVII w. w Stony Stratford znajdował się jeden z dwunastu krzyży Eleonory, upamiętniających miejsca postoju orszaku z ciałem królowej Anglii Eleonory kastylijskiej.